# Trebeľa
Trebeľa (starší název Terebľa) je potok na východním Slovensku, protékající územím okresů Košice-okolí a Trebišov. Je to významný pravostranný přítok Roňavy, má délku 15,3 km a je tokem V. řádu. Na dolním toku výrazně meandruje. Mezi obcí Kalša a ústím teče souběžně s korytem Roňavy na levém břehu. Za obcí Kalša se na přibližně 1 km dlouhém úseku rozvětvuje na dvě ramena.

## Pramen
Trebeľa pramení ve Slanských vrších na západním svahu Velkého Miliče (895,0 m n. m.) v nadmořské výšce cca 790 m n. m., nedaleko od slovensko-maďarské státní hranice.

## Směr toku
Od pramene teče nejprve na sever, v okolí obce Nový Salaš se esovitě stáčí a pokračuje na východ, přičemž vytváří oblouk vypnutý na sever. Za obcí Kalša teče jihovýchodním směrem a nakonec u obce Kuzmice teče k ústí severojižním směrem.

## Geomorfologické celky
- Slanské vrchy, geomorfologická podsestava Milič, část Salašská brázda
- Východoslovenská pahorkatina, geomorfologická podsestava Podslanská pahorkatina

## Přítoky
- pravostranné: Starý potok, Ostrý potok, přítok pramenící pod Kopáskou (351,9 m n. m.)
- levostranné: přítok ze severozápadního svahu Suché hory (805,9 m n. m.) a občasný přítok zpod Medvedího vrchu (562,7 m n. m.)

## Ústí
Potok se vlévá do Roňava u obce Kuzmice v nadmořské výšce přibližně 147 m n. m.

## Obce
- Slanská Huta
- Nový Salaš
- Kalša
- Slivník